# منطقة موهلي
منطقة موهلي (بالإنجليزية: Mohali district)‏ هي مقاطعة في الهند، تقع في Rupnagar division ‏، بلغ عدد سكانها 994,628  نسمة وذلك حسب إحصائيات سنة 2011، وبلغ عدد سكان المدن 544,611  نسمة في 2011، وبلغ عدد سكان الريف 450,017  نسمة في 2011، عاصمتها موهالي، تبلغ مساحتها 423.9402 ميل مربع (1,098.000 كـم2).

## الموقع
تشترك في الحدود مع:
- منطقة روبنجار.